# MC Solaar
MC Solaar és el nom artístic de Claude M'Barali (Dakar, 5 de març de 1969), actualment un dels músics de hip-hop francès més populars.

## Discografia
- Qui Sème le Vent Récolte le Tempo (1991)
- Prose Combat (1994)
- Paradisiaque (1997)
- MC Solaar (1998)
- Le Tour de la Question (1999)
- Cinquième As (2001)
- Mach 6 (2003)
- Chapitre 7 (2007)